# Handball en Suisse
En Suisse, le handball est un sport marginal et peu médiatisé. Avec un nombre de licenciés en baisse, le handball peine à trouver sa place et sa popularité est notamment liée aux résultats de l’équipe nationale qui ne participe que rarement aux grandes compétitions internationales.
Concernant le championnat, seul le Kadetten Schaffhouse a une structure professionnelle et, depuis peu, un centre de formation. Les autres équipes, telles que le Wacker Thoune (champion 2013), le GC Amicitia Zurich (né de la fusion de l'Amicitia Zürich et des Grasshoppers, 26 titres de Championnat de Suisse cumulés) ou encore le Pfadi Winterthur (performant dans les années 1990 et 2000), ont un statut semi-pro. Ces équipes ne comptent le plus souvent que deux joueurs professionnels, les autres joueurs ayant un emploi à côté ou étant encore étudiants.
Toutefois, la Fédération suisse de handball souhaite changer cet état de fait en développant la formation et en organisant des évènements tels que la Swiss Handball Cup.

## Histoire
Le handball suisse a été fortement influencé par le handball allemand. Ainsi, le premier club du pays, créé en 1923, est une section du club omnisports germanique du TV Abstinenten Bâle. À une époque où le handball se joue à 11 sur un terrain de football, l'équipe nationale dispute son premier match en 1935 puis remporte la médaille de bronze aux Jeux olympiques de Berlin en 1936 où le handball faisait sa première participation, dans un contexte particulier.
Créé en 1950, le Championnat de Suisse a longtemps été dominé par le Grasshopper Club Zurich avec 21 titres cumulés entre 1951 et 1991.
Dans les années 1980, l'équipe nationale dirigée par Sead Hasanefendić participe aux Jeux olympiques en 1980 (8e) et 1984 (7e). Toutefois, le principal objectif est le Championnat du monde de 1986 organisé domicile. Si la Suisse se qualifie pour la phase principale, elle termine dernière de sa poule et ne peut faire mieux qu'une modeste onzième place, ce qui sonnera la fin du mandat d'Hasanefendić.
Dans les années 1990, le handball suisse se développe autour des clubs avec notamment le recrutement de plusieurs joueurs sud-coréens tels Kang Jae-won, élu meilleur handballeur de l'année en 1989 et qui a évolué au Grasshoppers Zürich entre 1989 et 1992 puis au Pfadi Winterthur entre 1992 et 2002. Avec notamment le Suisse Marc Baumgartner et le Coréen Cho Chi-hyo, Pfadi Winterthur remporte 9 titres de champions entre 1992 et 2004 et réalise les meilleures performances de handball suisse sur le plan européen avec une finale de la Coupe Challenge en 2001 et les quarts de finale de la Ligue des champions en 1997, 1998 et 2003.
Aujourd'hui, ses 17 061 licenciés en 2013 ne lui laissent que peu de place dans l’espace médiatique, en comparaison avec les 300 000 licenciés en gymnastique, 275 000 en football ou 83 000 en golf. Le nombre de licenciés est même en baisse de 12% depuis 2009. Les 250 clubs sont ainsi à la recherche de forces vives pour poursuivre leur développement. Le renouveau viendra peut-être des clubs, à l'image du Kadetten Schaffhouse, finaliste de la Coupe EHF en 2010.